# 三国史記
『三国史記』（さんごくしき）は、高麗17代仁宗の命を受けて金富軾が撰した、三国時代（新羅・高句麗・百済）から統一新羅末期までを対象とする紀伝体の歴史書。朝鮮半島に現存する最古の歴史書。1143年執筆開始、1145年完成、全50巻。

## 編纂の時期
地理志の地名表記（「古の○○は今の△△である」といった記述）の詳細な検討から、遅くとも1143年には編纂が始まっていること、また、『高麗史』仁宗世家23年条や同書の金富軾伝の記事から、1145年12月には撰上されたとされている。

## 構成
全50巻の目次は以下の通り。
1. 本紀: 巻1～巻28
  1. 新羅本紀: 巻1～巻12
  2. 高句麗本紀: 巻13～巻22
  3. 百済本紀: 巻23～巻28
2. 年表: 巻29～巻31
3. 雑志: 巻32～巻40
4. 列伝: 巻41～巻50

本紀にはまず新羅を記し、それぞれの建国神話における建国年次の順にあわせて高句麗・百済の順としている。年表は干支、中国の王朝・新羅・高句麗・百済の四者についての一覧形式を採っている。
列伝の最初には新羅による三国統一の功労者である金庾信に三巻を費やしており、次いで高句麗の乙支文徳を配し、最終巻には後高句麗の弓裔、後百済の甄萱とするなど、時代・国についての特別な配置の整理は行なわれていない。金庾信列伝によると、金庾信は中国黄帝の子・少昊の子孫である。また、複数人を扱う列伝についての要約的な名付け（『史記』における儒林列伝、酷吏列伝など）は施されていない。
朝鮮半島の地名研究の根本史料でもある。

## 内容

### 巻1 - 12：新羅本紀
| 巻1  | 始祖赫居世居西干・南解次次雄・儒理尼師今・脱解尼師今・婆娑尼師今・祗摩尼師今・逸聖尼師今                     | 紀元前57年～154年 |
| 巻2  | 阿達羅尼師今・伐休尼師今・奈解尼師今・助賁尼師今・沾解尼師今・味鄒尼師今・儒礼尼師今・基臨尼師今・訖解尼師今 | 154年～356年      |
| 巻3  | 奈勿尼師今・実聖尼師今・訥祇麻立干・慈悲麻立干・炤知麻立干                                                   | 356年～500年      |
| 巻4  | 智証麻立干・法興王・真興王・真智王・真平王                                                                   | 500年～632年      |
| 巻5  | 善徳王・真徳王・武烈王                                                                                       | 632年～661年      |
| 巻6  | 文武王 | 661年～670年      |
| 巻7  | 文武王 | 671年～681年      |
| 巻8  | 神文王・孝昭王・聖徳王                                                                                       | 681年～737年      |
| 巻9  | 孝成王・景徳王・恵恭王・宣徳王                                                                               | 737年～785年      |
| 巻10 | 元聖王・昭聖王・哀荘王・憲徳王・興徳王・僖康王・閔哀王・神武王                                               | 785年～839年      |
| 巻11 | 文聖王・憲安王・景文王・憲康王・定康王・真聖王                                                               | 839年～897年      |
| 巻12 | 孝恭王・神徳王・景明王・景哀王・敬順王                                                                       | 897年～935年      |

### 巻13 - 22：高句麗本紀
| 巻13 | 始祖東明聖王・瑠璃明王                         | 紀元前37年～18年     |
| 巻14 | 大武神王・閔中王・慕本王                       | 18年～53年           |
| 巻15 | 太祖大王・次大王                               | 53年～165年          |
| 巻16 | 新大王・故国川王・山上王                       | 165年～227年         |
| 巻17 | 東川王・中川王・西川王・烽上王・美川王         | 227年～331年         |
| 巻18 | 故国原王・小獣林王・故国壌王・広開土王・長寿王 | 331年～491年         |
| 巻19 | 文咨明王・安臧王・安原王・陽原王・平原王       | 492年～590年         |
| 巻20 | 嬰陽王・栄留王                                 | 591年～462年         |
| 巻21 | 宝蔵王                                         | 642年～646年         |
| 巻22 | 宝蔵王                                         | 647年～668年・滅亡後 |

### 巻23 - 28：百済本紀
| 巻23 | 始祖温祚王・多婁王・己婁王・蓋婁王・肖古王                                       | 紀元前18年～214年 |
| 巻24 | 仇首王・沙伴王・古尓王・責稽王・汾西王・比流王・契王・近肖古王・近仇首王・枕流王 | 214年～385年      |
| 巻25 | 辰斯王・阿莘王・腆支王・久尓辛王・毗有王・蓋鹵王                                 | 385年～475年      |
| 巻26 | 文周王・三斤王・東城王・武寧王・聖王                                             | 475年～554年      |
| 巻27 | 威徳王・恵王・法王・武王                                                         | 554年～641年      |
| 巻28 | 義慈王                                                                           | 641年～660年      |

### 巻29 - 31：年表
| 巻29 | 紀元前57年～274年 |
| 巻30 | 275年～608年      |
| 巻31 | 609年～936年      |

### 巻32 - 40：雑志
| 巻32 | 祭祀・楽               | 祭祀・楽                       |
| 巻33 | 色服・車騎・器用・屋舎 | 色服・車騎・器用・屋舎         |
| 巻34 | 地理                   | 尚州・良州・康州               |
| 巻35 | 地理                   | 漢州・朔州・溟州               |
| 巻36 | 地理                   | 熊州・全州・武州               |
| 巻37 | 地理                   | 高句麗・百済・三国有名未詳地分 |
| 巻38 | 職官                   | 職官                           |
| 巻39 | 職官                   | 職官                           |
| 巻40 | 職官                   | 職官                           |

### 巻41 - 50：列伝
| 巻41 | 金庾信                                                                               |
| 巻42 | 金庾信                                                                               |
| 巻43 | 金庾信                                                                               |
| 巻44 | 乙支文徳・居柒夫・居道・異斯夫・金仁問・金陽・黒歯常之・張保皐・鄭年・斯多含         |
| 巻45 | 乙巴素・金后稷・禄真・密友・紐由・明臨答夫・昔于老・朴堤上・貴山・温達               |
| 巻46 | 強首・崔致遠・薛聡                                                                   |
| 巻47 | 奚論・素那・驟徒・訥催・薛罽頭・金令胤・官昌・金歆運・裂起・丕寧子・竹竹・匹夫・階伯 |
| 巻48 | 向徳・聖覚・実兮・勿稽子・百結先生・剣君・金生・率居・孝女知恩・薛氏女・都弥         |
| 巻49 | 倉助利・淵蓋蘇文                                                                     |
| 巻50 | 弓裔・甄萱                                                                           |

井上ら訳(1980-88) 、ウィキソース中国語版を基に作成。

## 依拠史料
『三国史記』には中国の史書の名を明記して引用する筒所がかなりあるが、それとともに百済、高句麗、新羅と中国王朝との交渉を伝える記事の大部分は中国史書に依拠しているとみられる。しかし、中国史書に記載されていながら『三国史記』に記載されていない記事が数多く、今西龍は、『三国史記』編者が中国史書から関係記事を引用する際「相当年代の下に何等の顧慮なく挿入」したと考えた。末松保和は、「中国史書の記事の導入」に「三国史記重撰の根本的態度」をみて、それにもかかわらず記事の転引が粗雑であったと指摘している。以上のような見解は、『三国史記』が12世紀に成立した新しい史書という不安感とともに、その史料的価値を低評価する大きな根拠となっている。対して坂元義種、田中俊明は各々「百済本紀」「高句麗本紀」を検討し、中国史書からの記事の転引の欠落は、『三国史記』編者の意識的な史料操作の結果によるものがあることを指摘している。
朝鮮側の史料として『古記』・『海東古記』・『三韓古記』・『本国古記』・『新羅古記』・金大問『高僧伝』・『花郎世記』などを第一次史料として引用したことが見られるが、いずれも現存していないため、その記述の内容には史料批判が必要である。また、中国の史料と朝鮮の史料が衝突する場合には朝鮮の史料を優先している箇所もあるが、前記の史料の信用性に疑問があるため、慎重な取り扱いが必要とされる。日本では中国史料と対応する記事が認められない3世紀頃までの記事は、にわかには信じがたいとする考え方が主流である。また、天変記事（ほうき星など）については中国史書と年月を同じくする記述も多い。
三国における史書としては、高句麗には『留記』・『新集』、百済には『日本書紀』にその名が確認される百済三書（『百済本記』、『百済記』、『百済新撰』）、新羅にも国史を編纂させたという記録があるが、いずれも現在は存在が確認されていない逸失書であるため、記述内容を確認できない部分も含まれている。
仁宗が金富軾に命じた『三国史記』撰述の詔勅が、編者金富軾の上表文「進三国史表」に引用されており、その中で『新唐書』列伝が名指しされていることから、『三国史記』撰述にあたり『新唐書』列伝が参照されたとみて疑いない。加えて詔勅では、「三国の古記は文字が乱雑かつ拙劣で、しかも事跡が欠けている」と述べて当時の史料状況を示している。

## 記述の姿勢
新羅・高句麗・百済の三国すべてを「我ら」と記録することで最大限中立的に記述したとされるが、内容面においても新羅の比重が大きく、南北時代（統一新羅時代）と高麗朝を経て新羅人たちが記録した史料に大きく依存したため、新羅への偏重がある。また、編纂者の金富軾が新羅王室に連なる門閥貴族であったため、また、高麗が新羅から正統を受け継いだことを顕彰するために、新羅寄りの記述が多い。中国の史書においてより早く登場する高句麗の建国（紀元前37年）を新羅の建国（紀元前57年）よりも後に据えるのは、その現れである。
三国以前の古朝鮮・三韓、三国並立期の伽耶・東濊・沃沮、新羅統一後の渤海などの記述がなされていないが、これは『三国史記』がすでに存在していた勅撰の『旧三国史』をより簡潔にまとめた形式をとっているためとも考えられている。しかしながら『旧三国史』に古朝鮮などの記事があったかどうかは、『旧三国史』が現存しないために確認は不可能である。そもそも、成立から100年近く後の高麗の大文人の李奎報が「東明王篇」の序文で訝しんでいるように、勅撰の『旧三国史』のあったところに重撰となる『三国史記』の編纂が必要とされた理由については、歴史の改ざんも含め諸説あるが未だ定説は無い。

## テキスト
版本では、李氏朝鮮の太祖（李成桂）2年（1394年）の慶州刊本を中宗の正徳7年（1512年）に重刊したいわゆる正徳本が最良とされている。これを昭和6年（1931年）に古典刊行会が景印したものが、学習院大学東洋文化研究所に学東叢書本として収められている。
活字本では、正徳本を元に今西龍らが校訂したものが昭和3年（1928年）に朝鮮史学会本として刊行されており、後に末松保和の校訂による第三版（1941年）が最良のものであるとされている。

## 『三国遺事』
『三国史記』に次ぐ朝鮮古代の歴史書として、13世紀末に僧・一然による私撰の『三国遺事』がある。書名の「遺事」は『三国史記』にもれた事項を収録したとする意味が込められており、逸話や伝説の類が広く収められている。朝鮮史において『三国史記』と『三国遺事』は日本史における『古事記』と『日本書紀』のような、古代史研究の基本文献とされている。

## 史料に対する評価
三国時代に編纂された朝鮮史書は幾つかあるが（高興が著した『書記』など）、すべて散逸しており、逸書である。現存する最古の朝鮮史書は、高麗時代に編纂された『三国史記』であり、朝鮮古代史研究に欠くことのできない基本的文献であるが、『三国史記』は中国史書の転用も多く、中国中心史観にまとめられているとして、近代以降、朝鮮の国家主義・民族主義的な歴史学者たちから攻撃を受けている。
栗原薫は、「『三国史記』は平安末、『三国遺事』は鎌倉時代に成立したもので、我国上代より七百年以上距った述作であり、漢史に依拠した編輯という事もあって、元来軽視されていた」と指摘している。
李鍾旭（朝鮮語: 이종욱、西江大学）は、「韓国の主流派歴史学界は、『三国史記』初期記録を虚偽とした津田左右吉の影響を受けており、『三国史記』に登場する新羅の第17代の王である奈勿尼師今以前の記録を意図的に隠蔽するなど、植民史観に陥っている」と批判している。これに対して盧泰敦（朝鮮語: 노태돈、ソウル大学）は、「奈勿尼師今以前の記録は、神話的な部分があるなど、文字通り受け入れ難い」として、「何故、客観的に歴史を見ることが植民史観なのか」と反論している。
『三国史記』初期記録を肯定する人は、百済の建国について、温祚王をはじめとする建国勢力が騎兵に長ける北方騎馬民族集団（＝夫余）だったため、猛烈な速度で征服域を拡大し、漢江地域を確保したと理解する。しかしその理解では、百済が紀元前18年に建国したと記し、紀元前6年に早くも北は浿河、南は熊川に至る広大な領土を確保し、百済が紀元前後に建国し、建国後わずか13年後にソウルを中心に京畿道までをも併吞したと記す一方で、温祚王二十六年（8年）になってはじめて馬韓を併呑したという記事のように、猛烈な速度で征服域を拡大し、漢江地域を確保した北方騎馬民族集団が、はるかに狭小な馬韓を併呑するのがこれほど遅いのは何故なのか、という到底信じることのできない矛盾した記事を説明することができない。なお、3世紀末に編纂された中国史書『三国志』韓伝では、当時、伯済国（＝百済）は馬韓50カ国余りのうちの一か国に過ぎず、それだけに『三国史記』初期記録には合理的に解釈することが出来ない箇所がある。例えば、『三国史記』温祚王三十四年条（16年）に牛谷城で馬韓の周勤が反乱を起こしたという記事があが、『三国史記』多婁王二十九年条（56年）には、春二月に王が牛谷城を築城することを命じた、という記事があるため、温祚王の時には築城されてもいない城で反乱が起きていることになる。『三国史記』には、このような不合理な記事が少なくないため、『三国史記』多婁王六年条の州・郡の設置、古尓王二十七年条（260年）及び古尓王二十八年条の六佐平と15階の官制設置などの記事も後代の史実を遡及して記述した可能性が高い。
金富軾は、渤海国を朝鮮の歴史から除外しており、『三国史記』は、渤海国関係記事はほとんど集録されておらず、わずかに唐・新羅と渤海国との紛争を記録しているにすぎない。柳得恭は『渤海考』のなかで、「高麗は南方の新羅、北方の渤海国をあわせて南北国史を編纂すべきだったのに、これをしなかったため渤海国の故地を得る根拠を失ってしまい、弱国になった」と批判した。朴趾源は、渤海国を朝鮮の歴史から除外した金富軾を批判し、渤海国は高句麗の「子孫」だったと主張した。李圭景は、渤海国を朝鮮の歴史から除外したことは「それが広大な領域を占めていた」ため、「重大な誤り」と批判した。申采浩は、渤海国を朝鮮の歴史から除外していると『三国史記』を批判し、「私たちの祖先『檀君』の古代の土地の半分を…900年以上のあいだ失ってしまった」と主張した。
韓国では漢四郡は朝鮮半島に存在しなかったとする主張に関連して、『三国史記』初期記録を虚偽とする学説を批判する意見があり、イ・ドギル（ハンガラム歴史文化研究所長）は、植民史観は1945年8月15日に終結すべきだったが、『朝鮮史編修会』に所属した韓国人学者が解放後に歴史学界の権力を掌握したため、植民史観を一掃できず、漢四郡が朝鮮半島に存在したことが定説となり、「李丙燾は解放後、朝鮮史学界の泰斗として君臨しながら自分の二人の師匠の植民史観を朝鮮史の主流理論にした。稲葉岩吉の漢四郡の朝鮮半島存在説を朝鮮古代史の定説に定着させ、津田左右吉の『三国史記』初期記録不信論に従って古朝鮮を国家と認定せず、『三国史記』初期記録を虚偽と決めつけた」として、漢四郡の朝鮮半島存在説は、漢四郡が遼東半島に存在したことを立証する『三国史記』初期記録を虚偽とすることで朝鮮史を1500年間短縮させた日帝の組織的陰謀であり、「現在韓国古代史学界で定説と認定している李丙燾の理論は津田らの理論をそのまま継承したり若干の修正を加えたものに過ぎない。津田の韓国古代史観は簡単だ。南満洲鉄道会社の委嘱を受けて書いた『朝鮮歴史地理』などの著書で津田は韓半島北部には楽浪郡をはじめとする漢四郡があり、漢江以南には計78ヶの小国らがうようよしていたと叙述した」「問題は『三国史記』が漢江南に早くから新羅と百済という強力な古代国家が存在したと説明しているという点だった。『三国史記』の記録のとおりならば、任那日本府は存在できなかった。そこで津田は『三国史記』初期記録が操作されたといういわゆる『三国史記』初期記録不信論を創案した。一人で『三国史記』初期記録不信論を主張しながらも『三国史記上代部分を歴史的事実の記載とは認定しにくいということは東アジアの歴史を研究する現代の学者らの間で異論がない』(「『三国史記』の新羅王本紀に対して」、1919年）であたかも多くの学者の支持を受けているように強弁した。その後、李丙燾は任那日本府説は否認しながらも津田の『三国史記』不信論は若干の修正を加えて受け入れたし、その弟子らによって現在定説となった」と批判している。